# Androsace intermedia
Androsace intermedia är en viveväxtart som beskrevs av Carl Friedrich von Ledebour. Androsace intermedia ingår i släktet grusvivor, och familjen viveväxter. Inga underarter finns listade i Catalogue of Life.